# Кузарандское общество
Кузарандское общество — сельское общество, входившее в состав Толвуйской волости Петрозаводского уезда Олонецкой губернии.

## Общие сведения
Волостное правление располагалось в селении Толвуйский погост.
В настоящее время территория общества относится к Толвуйскому сельскому поселению Медвежьегорского района Республики Карелия.

## Населённые пункты
Согласно «Спискам населённых мест Олонецкой губернии» по переписям 1873 и 1905 годов общество состояло из следующих населённых пунктов:
| №  | Населённый пункт                                                                  | Расстояние до волостного правления в вёрстах | По переписи 1873 года | По переписи 1873 года | По переписи 1905 года | По переписи 1905 года |
| №  | Населённый пункт                                                                  | Расстояние до волостного правления в вёрстах | Количество семей      | Всего жителей         | Количество семей      | Всего жителей         |
| -- | --------------------------------------------------------------------------------- | -------------------------------------------- | --------------------- | --------------------- | --------------------- | --------------------- |
| 1  | Ольфимовская (Альфимова, Ощерилкова)                                              | 16                                           | 7                     | 54                    | 13                    | 108                   |
| 2  | Загорская (Беляева гора)                                                          | 17                                           | 22                    | 127                   | 21                    | 170                   |
| 3  | Кашкина (Кошкина), включает Кошкинскую и Пальцову                                 | 18                                           | 18                    | 123                   | 24                    | 163                   |
| 4  | Люмба-губа (Люмогуба), включает Афонину, Галашеву и Заболотье                     | 18                                           | 16                    | 165                   | 25                    | 250                   |
| 5  | Выцына (Вицина, Вигина)                                                           | 20                                           | 6                     | 44                    | 11                    | 87                    |
| 6  | Петрова, включает Петровскую, Шиловскую, Самсоновскую и Корбикову                 | 19                                           | 22                    | 156                   | 28                    | 234                   |
| 7  | Мишалева (Скурницская, Скурняна)                                                  | 19.5                                         | 15                    | 110                   | 19                    | 134                   |
| 8  | Погостская (Кузарандский погост), включает Юсову гору, Наволоцкую и Икотову       | 20                                           | 16                    | 125                   | 27                    | 174                   |
| 9  | На-щельи (Нащелье), включает Лисицинскую, Мяльзинскую, Созоновскую и Каргачёвскую | 22                                           | 45                    | 319                   | 50                    | 420                   |
| 10 | Средняя, включает Угольскую, Великую Ниву и Малую Ниву                            | 21                                           | 19                    | 159                   | 25                    | 199                   |
| 11 | Новая Заживка                                                                     | 24                                           | 1                     | 14                    | 1                     | 16                    |
| 12 | Новая Сельга                                                                      | 20                                           | 1                     | 14                    | 3                     | 18                    |

## Религия
За православной общиной на территории общества — Кузарандским приходом Петрозаводского благочиния — числились следующие культовые постройки:
- Старая церковь Рождества Богородицы в Кузаранде — деревянная постройка 1761 года, сгорела в 1918 или 1919 году.
- Новая церковь Рождества Богородицы в Кузаранде — деревянная постройка 1920 года, разобрана в 1941 году.
- Часовня трёх святителей и преподобных Зосимы и Савватия в Вицине — деревянная постройка середины XVIII—середины XIX века[5], разобрана в 1943 году.
- Часовня иконы Владимирской Божьей Матери в Петрове — деревянная постройка второй половины XVIII—первой половины XIX века[6], не сохранилась.
- Часовня святителей Флора и Лавра в Мяльзине — деревянная постройка 1750—1780 годов, не сохранилась.
- Часовня великомученицы Параскевы в Каргачёве — деревянная постройка около 1900 года, не сохранилась.